# Keith Hill
Pour les articles homonymes, voir Hill.
Keith Hill (né le 5 août 1970 à Brooklyn, New York) est un ancien joueur américain de basket-ball, évoluant au poste de pivot.

## Carrière

### Distinctions
- MVP du All-Star Game LNB 1999